# Neudiesenhof
Neudiesenhof ist ein Ortsteil der Stadt Velburg im Landkreis Neumarkt in der Oberpfalz in Bayern. 

## Geographische Lage
Die Einöde im Oberpfälzer Jura der Fränkischen Alb liegt am nördlichen Ausgang einer Senke auf 500 m über HNH zwischen den Erhebungen Bockenberg, Sommertsberg, Ratzenberg, Kurzberg, Kolmerberg und Hohe Richt.

## Verkehr
Die Einöde befindet sich ca. 3 km nördlich von Velburg in direkter Nähe des Truppenübungsplatzes Hohenfels. Sie ist zu erreichen über eine Ortsverbindungsstraße, die von der Kreisstraße NM 36 abzweigt und über Diesenhof zum Neudiesenhof führt.

## Geschichte
Neudiesenhof wurde im 19. Jahrhundert vor 1840 gegründet. Im Jahr 1848 wurde das Wohnanwesen bei der Versteigerung durch das Königliche Landgericht Parsberg so beschrieben: „Wohnhaus mit Stall und Stadel unter einem Dache, angebautem Backofen und Hofraum...“ Die Kinder gingen in dem Pfarrort Pielenhofen zur Schule.
In der Gemeinde Griffenwang im Landkreis Parsberg liegend, wurde bei deren Räumung im Zuge der Ausweitung des Truppenübungsplatzes der außerhalb des Truppenübungsplatzes liegende Ortsteil nach Beschluss der Regierung von Oberpfalz vom 25. März 1952 in die Gemeinde Reichertswinn eingegliedert; die Gemeinde Griffenwang wurde 1958 aufgelöst und 1970 ihr Gebiet von der Größe von 1344 Hektar der Stadt Velburg zugeschlagen. Auch die Gemeinde Reichertswinn wurde im Zuge der Gebietsreform in Bayern am 1. April 1971 in die Stadt Velburg eingemeindet, die bei der Auflösung des Landkreises Parsberg im Jahr 1972 zum vergrößerten Landkreis Neumarkt i. d. Opf. kam.

### Einwohner- und Gebäudezahl
- 1867 9 Einwohner, 2 Gebäude,[7]
- 1871 4 Einwohner, 1 Gebäude, im Jahr 1873 einen Großviehbestand von 3 Stück Rindvieh,[8]
- 1900 3 Einwohner, 1 Wohngebäude,[9]
- 1925 6 Einwohner, 1 Wohngebäude,[10]
- 1950 4 Einwohner, 1 Wohngebäude,[11]
- 1987 2 Einwohner, 1 Wohngebäude, 1 Wohnung.[12]

### Kirchliche Verhältnisse
Durch die Erweiterung des Truppenübungsplatzes 1952 wurde die Pfarrei Pielenhofen im Dekanat Allersburg des Bistums Regensburg aufgelöst. Neudiesenhof, das bis dahin im Sprengel dieser Pfarrei lag, wurde in die Pfarrei Velburg im Bistum Eichstätt umgepfarrt.